# Helmut Lieth
Friedrich Heinrich Helmut Lieth (* 16. Dezember 1925 in Steeg, Amt Kürten; † 16. April 2015 ebenda) war ein deutscher Ökologe.

## Leben
Lieth promovierte 1953 an der Universität zu Köln und wurde 1960 Privatdozent an der Universität Stuttgart-Hohenheim. Anschließend war er Gastprofessor in Venezuela und Kolumbien, Professor für Botanik an der Universität Hawaii und an der University of North Carolina at Chapel Hill, USA. Von 1977 bis 1992 war er Professor an der Universität Osnabrück als Inhaber des Lehrstuhls für Ökologie.
Helmut Lieth war seit 1952 verheiratet mit Magdalena Lieth, geborene Roth. Das Paar hat eine Tochter und drei Söhne.
Nach ihrem Tod heiratete er Marina Lieth, geborene Mechtanova. Sie haben eine gemeinsame Tochter.

## Forschungsleistungen
Breite Bekanntheit erwarb sich Lieth durch den gemeinsam mit Heinrich Walter herausgegebenen Klimadiagramm-Weltatlas (1960–1967). Die hier konzipierte anschauliche Form der Klimadarstellung (Walter-Lieth-Klimadiagramm) fand international höchste Anerkennung.

## Werke (Auswahl)
- mit Heinrich Walter u. a.: Klimadiagramm-Weltatlas. In drei Lieferungen mit etwa 8000 Klimastationen (etwa 9000 Diagramme). Gustav Fischer Verlag (VEB), Jena 1960–1967.